# وارطان پطروسیان
وارطان پطروسیان (ارمنی: Վարդան Պետրոսյան؛ زادهٔ ۲۷ فوریهٔ ۱۹۵۹) یک بازیگر، کمدین و فیلم‌نامه‌نویس اهل ارمنستان است. وی از سال ۱۹۸۱ میلادی تاکنون مشغول فعالیت بوده است. پطروسیان تابعیت فرانسه را نیز دارد. پطروسیان به عنوان یکی از برجسته‌ترین بازیگران معاصر سینمای ارمنستان شناخته می‌شود که در آثار و اجراهای خویش موضوعات مختلف همچون نسل‌کشی ارمنی‌ها، سیاست و روابط خارجی ارمنی‌ها مورد بررسی قرار می‌دهد.